# Mario Oyarzábal
Pour les articles homonymes, voir Oyarzábal.
 (mai 2024).
La mise en forme du texte ne suit pas les recommandations de Wikipédia : il faut le « wikifier ».
Les points d'amélioration suivants sont les cas les plus fréquents. Le détail des points à revoir est peut-être précisé sur la page de discussion.
- Les titres sont pré-formatés par le logiciel. Ils ne sont ni en capitales, ni en gras.
- Le texte ne doit pas être écrit en capitales (les noms de famille non plus), ni en gras, ni en italique, ni en « petit »…
- Le gras n'est utilisé que pour surligner le titre de l'article dans l'introduction, une seule fois.
- L'italique est rarement utilisé : mots en langue étrangère, titres d'œuvres, noms de bateaux, etc.
- Les citations ne sont pas en italique mais en corps de texte normal. Elles sont entourées par des guillemets français : « et ».
- Les listes à puces sont à éviter, des paragraphes rédigés étant largement préférés. Les tableaux sont à réserver à la présentation de données structurées (résultats, etc.).
- Les appels de note de bas de page (petits chiffres en exposant, introduits par l'outil «  Source ») sont à placer entre la fin de phrase et le point final[comme ça].
- Les liens internes (vers d'autres articles de Wikipédia) sont à choisir avec parcimonie. Créez des liens vers des articles approfondissant le sujet. Les termes génériques sans rapport avec le sujet sont à éviter, ainsi que les répétitions de liens vers un même terme.
- Les liens externes sont à placer uniquement dans une section « Liens externes », à la fin de l'article. Ces liens sont à choisir avec parcimonie suivant les règles définies. Si un lien sert de source à l'article, son insertion dans le texte est à faire par les notes de bas de page.
- La présentation des références doit suivre les conventions bibliographiques. Il est recommandé d'utiliser les modèles {{Ouvrage}}, {{Chapitre}}, {{Article}}, {{Lien web}} et/ou {{Bibliographie}}. Le mode d'édition visuel peut mettre en forme automatiquement les références.
- Insérer une infobox (cadre d'informations à droite) n'est pas obligatoire pour parachever la mise en page.

Pour une aide détaillée, merci de consulter Aide:Wikification.
Si vous pensez que ces points ont été résolus, vous pouvez retirer ce bandeau et améliorer la mise en forme d'un autre article.
 (mai 2024).
Mario Oyarzábal (Azul, 4 février 1969) est un juriste, diplomate et professeur argentin. Il est directeur général des affaires juridiques internationales et conseiller juridique du ministère des Affaires étrangères, du Commerce international et du Culte de la République argentine depuis 2025, poste qu’il avait précédemment occupé entre 2016 et 2020. Il a été ambassadeur de la République argentine auprès du royaume des Pays-Bas et représentant permanent auprès de Organisation pour l'interdiction des armes chimiques (OIAC) (2020-2025). Précédemment, il a été représentant permanent adjoint auprès du Conseil de sécurité des Nations unies (2013-2014).
Il est un juriste généraliste dans le domaine du droit international public et privé. Il a donné un cours spécial à l'Académie de droit international de La Haye en 2020, et donnera le cours général en 2029. Il a écrit de nombreuses publications dans des revues spécialisées en Argentine et à l'étranger.
En 2021, il a été élu membre de la Commission du droit international des Nations Unies pour la période 2023-2027. En 2025, il a élu président du comité de rédaction de la CDI.
En 2023, il a été élu membre associé de l'Institut de droit international lors de sa 81e session à Angers (France).
Il est directeur général du Latin American and Caribbean Journal of International Law qu’il a co-fondé avec Diego Fernández Arroyo en 2024. 
En 2025, il a été décoré chevalier grand-croix de l’ordre d’Orange-Nassau par le roi Willem-Alexander des Pays-Bas.

## Formation
Mario Oyarzábal a obtenu son diplôme d'avocat en 1991 et celui de notaire en 1992 à l'université nationale de La Plata et est entré à l'Institut national du service extérieur de la Nation, dont il est sorti diplômé en 1996. En 2005, il a obtenu un Master of Laws (LLM) de l'université de Harvard.

## Carrière diplomatique
L'ambassadeur Oyarzábal a rejoint le service extérieur argentin en 1997. Il a travaillé à la direction des affaires parlementaires du ministère des Affaires étrangères (1997-1998), au consulat général à New York (1998-2004 et 2005-2007), au bureau du conseiller juridique du ministère des Affaires étrangères (2007-2011 et 2016-2020), à la mission permanente auprès des Nations Unies (2011-2016) et à l'ambassade aux Pays-Bas (2020-2025),.
En 2018, il a accédé au rang d'ambassadeur extraordinaire et plénipotentiaire dans le service extérieur argentin après confirmation par le Sénat.
Après avoir été conseiller juridique auprès du ministère argentin des affaires étrangères, en 2019, il a été nommé ambassadeur auprès des Pays-Bas par le décret n° 793/2019 édicté par le président Mauricio Macri,, prenant ses fonctions pendant l'administration du président Alberto Fernández, et se poursuivant pendant l'administration du président Javier Milei. Il est également représentant permanent auprès de l'Organisation pour l'interdiction des armes chimiques et représente l'Argentine devant la Cour internationale de justice, la Cour permanente d’arbitrage, la Cour pénale internationale, la Conférence de La Haye de droit international privé et le Fonds commun pour les produits de base dont il est devenu président du conseil d'administration (2020-2022).
En 2025, il a repris ses fonctions de conseiller juridique au ministère argentin des affaires étrangères.
Mario Oyarzábal a représenté la République argentine à deux reprises devant la Cour internationale de justice, dans l'affaire du différend entre l'Argentine et l'Uruguay au sujet des usines de pâte à papier, en tant que conseiller juridique, et dans l'avis consultatif relatif au différend territorial concernant l'archipel des Chagos (2019), en tant qu'agent.
En 2011, il a été conseiller juridique pour le premier avis consultatif de la Chambre pour le règlement des différends relatifs aux fonds marins du Tribunal international du droit de la mer sur les responsabilités et les obligations des États qui patronnent des personnes et des entités dans le cadre d'activités menées dans la Zone.
Depuis 2017, il est arbitre et conciliateur nommé en vertu des annexes V et VII de la Convention des Nations unies sur le droit de la mer. En outre, il a été arbitre et conciliateur du Centre international pour le règlement des différends relatifs aux investissements (2016-2022) et membre de la Cour permanente d'arbitrage (2019-2022),
En outre, il a été membre de la Commission juridique et technique de l'Autorité internationale des fonds marins, de la Commission internationale humanitaire d'établissement des faits créée par les conventions de Genève de 1949 et du comité d'élection du procureur de la Cour pénale internationale (2019-2020).

## Carrière universitaire
Mario Oyarzábal a enseigné le droit international à l'université nationale de La Plata et à l'université de Buenos Aires, entre autres. Il a donné un cours à l'Académie de droit international de La Haye en 2020 à propos de « L'influence du droit international public sur le droit international privé dans l'histoire et la théorie et dans la formation et l'application du droit ». Il a été invité par la Curatorium de l’Académie à donner le cours général en 2029.
Il est l'auteur de 4 livres et de plus de 50 contributions à des ouvrages collectifs et articles académiques publiés dans des revues juridiques telles que International and Comparative Law Quarterly, European Journal of International Law, Rivista di diritto internazionale, Rabels Zeitschrift für ausländisches und internationales Privatrecht, Uniform Law Review, Revista Española de Derecho Internacional, University of Miami Inter-American Law Review, Revista de Informação Legislativa; et dans des publications telles que Encyclopedia of Private International Law et Anuario argentino de derecho internacional.

### Publications principales
- El contrato de seguro multinacional. Ábaco, Buenos Aires, 1998.
- La nacionalidad argentina. La Ley, Buenos Aires, 2003.[23]
- Derecho procesal transnacional. Ábaco, Buenos Aires, 2012.
- The Influence of Public International Law upon Private International Law in History and Theory and in the Formation and Application of the Law. Recueil des cours de l’Académie de droit international de La Haye, Vol. 428 (pp. 129-525), 2023.[24]
- Derecho internacional privado para diplomáticos, APSEN/CARI, Buenos Aires, 2024[25]